# Влакк, Адриан
Адриан Влакк (нидерл. Adriaen Vlacq; 1600 — 1667) — нидерландский издатель, математик и астроном, самым известным трудом которого был сборник логарифмических таблиц.

## Биография
Адриан Влакк был сыном шеффена Гауды Корнелиса Влакка и Алтген Питерс. Корнелис участвовал в 1573 году в неудачной попытке освободить осаждённый Харлем. В 1632 году Адриан обосновался в Лондоне, но десять лет спустя он переехал в Париж после начала гражданской войны в Англии. Остаток жизни он провёл в Гааге.

## Сводные логарифмические таблицы

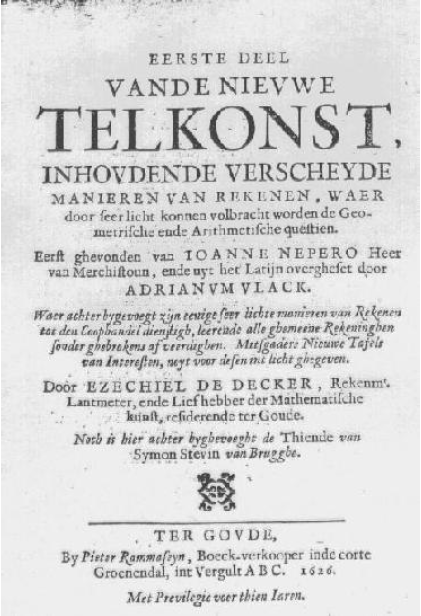
Титульная страница первой части Nieuwe Telkonst Адриана Влакка и Езекииля де Деккера (1626)

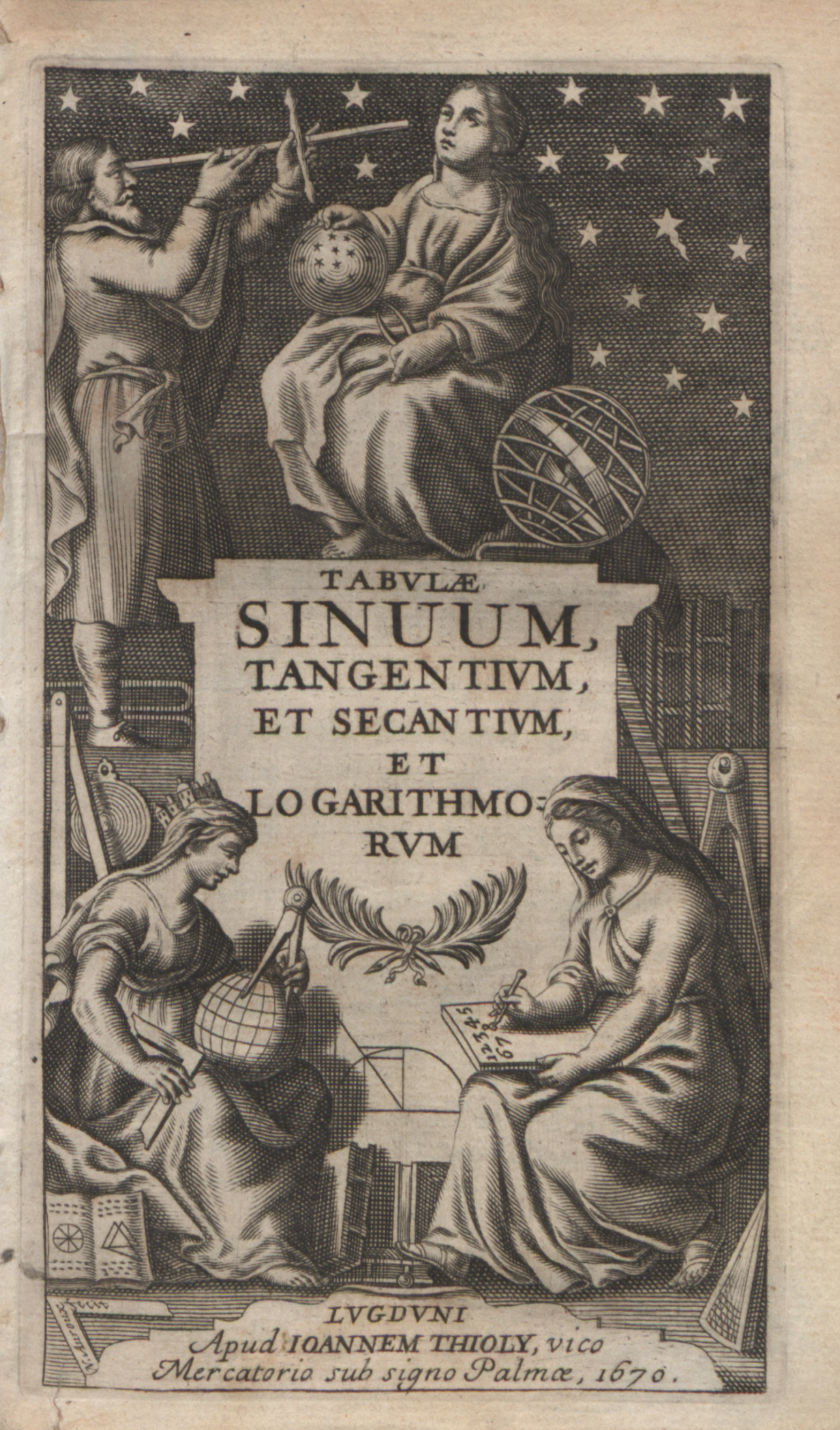
Tabulae (1670)

В 1626 и 1627 годах Влакк и землемер из Гауды Езекииль де Деккер опубликовали свой Nieuwe Telkonst в двух частях. Первая часть содержит перевод с латыни работ Джона Непера с исходными таблицами и De Thiende Симона Стевина. Во второй части они приводили логарифмы всех чисел от 1 до 100 000 с точностью до десяти десятичных знаков. При этом оригинальные логарифмические таблицы Генри Бригса в диапазоне от 1 до 20000 и от 90000 до 100000 были значительно дополнены. В 1628 году Влакк опубликовал свою Arithmetica logarithmica.
Неясно, кто делал расчёты, Влакк или де Деккер. Ван Пулье заключает, что они делали расчёты вместе и взяли за основу работы английского математика Бриггса.

## Труды
- 1626 — Nieuwe Telkonst, первая часть (совместно с Езекиилем де Деккером)
- 1627 — Nieuwe Telkonst, вторая часть (совместно с Езекиилем де Деккером)
- 1628 — Arithmetica logarithmica
- 1633 — Trigonometria Artificialis
- 1636 — Tabulae sinuum, tangentium et secantium et logarithmi sinuum, tangentium et numerorum ab initate ad 10000.

## Память
В честь Адриана Влакка названы:
- Лунный кратер Влакк (селенографические координаты: 53°23′ ю. ш. 38°41′ в. д. / 53,39° ю. ш. 38,69° в. д.G, диаметр 89,2 км).
- Улица в Гауде, названная Adriaan Vlackstraat в 1907 году в его честь.